# Carel Frederik Overhoff
Carel Frederik Overhoff (Amsterdam, 20 augustus 1891 - Haarlem, 24 juli 1960) was een Nederlands bankier, voorzitter van de Amsterdamse Effectenbeurs en reservemilitair. Hij werd op 29 mei 1947 benoemd tot Ridder in de Militaire Willems-Orde maar verloor deze hoge onderscheiding op 6 mei 1952 weer na te zijn veroordeeld tot een gevangenisstraf van 36 maanden wegens verduistering.
Overhoff was al sinds 1911 reserve-officier. Hij werd op 5 december 1911 Reserve Luitenant der Infanterie IIe Klasse en was tijdens de Eerste Wereldoorlog gemobiliseerd. In 1940 was hij Reserve-majoor, bataljonscommandant (van 1-I-1.RW) binnen de Lichte Divisie. De overweging bij het besluit om hem in de Militaire Willems-Orde op te nemen noemde hem "een goed bataljonscommandant bij de gevechten om de rivier de Noord bij Alblasserdam". De majoor had daar in de ochtend van 11 mei 1940 op verdienstelijke wijze leiding gegeven aan een aantal oversteekpogingen van de Noord. 
Op 7 mei 1945 was majoor Overhoff tijdelijk benoemd tot reserve-luitenant-kolonel bij de infanterie. De bevrijding van Amsterdam verliep chaotisch. Op de middag van de 7e mei vierden duizenden Amsterdammers feest op de dam terwijl de gebouwen rondom de Dam door nerveuze Duitse militairen bezet werden gehouden. Er vielen opeens schoten en de menigte vluchtte in paniek. Verzetslieden en Duitsers begonnen op elkaar te schieten. Deze gebeurtenissen worden sindsdien het bloedbad op de Dam genoemd.
Daarop heeft Overhoff, die Gewestelijk Commandant van het strijdend gedeelte der Binnenlandse Strijdkrachten, Gewest 10, te Amsterdam was, met gevaar voor eigen leven ingegrepen. Hij heeft, zo staat in de voordracht voor de Willems-Orde, "met gevaar voor eigen leven, op een motor met zijspan gezeten, alleen vergezeld door een Duitse officier en een wachtmeester der Koninklijke Marechaussee, als bestuurder, door zijn persoonlijk krachtig en kordaat optreden en door zich moedig tussen de vurenden te begeven, waarbij de bestuurder van het motorrijwiel vlak voor hem dodelijk werd getroffen, het vuren door beide partijen doen staken en de orde hersteld, door welk moedig en beleidvol optreden Amsterdam gespaard bleef voor een noodlottiger omvang of verscherping van dit incident, dat aan de burgerij reeds een aantal van ongeveer twintig doden en honderd en twintig gewonden had gekost".
Overhoff was zes jaar lang Ridder 4e klasse der Militaire Willems-Orde. Andere onderscheidingen waren de Herinneringsmedaille Luchtbescherming 1940-1945, het Mobilisatiekruis 1914-1918 en de Britse Medaille van de Koning voor Moed tijdens het verdedigen van de Vrijheid. Hij droeg ook het Onderscheidingsteken voor Langdurige Dienst als officier.
De succesvolle zakenman woonde in grote staat op de buitenplaats Vegtvliet in Breukelen. Als voorzitter van de Vereniging voor de Effectenhandel was hij in de oorlog op basis van het "leidersprincipe" de baas van de beurs. De ledenvergadering functioneerde niet meer. Omdat ook de Joodse "roofbank" Lippmann, Rosenthal & Co. (Sarphatistraat) lid van de Vereniging voor de Effectenhandel was, konden de van Joodse burgers gestolen effecten op de Beurs worden verkocht.
De rol van Overhoff is omstreden gebleven, zijn zakenpartner Otto Rebholz werd na de oorlog de zondebok voor de handel in gestolen effecten. Overhoff werd niet vervolgd.
Op 6 mei 1952 werd hij na een veroordeling tot een gevangenisstraf van tweeënhalf jaar wegens verduistering uit de registers van de Militaire Willems-Orde geschrapt. Deze maatregel was bij Koninklijk Besluit van 6 mei 1952 genomen.